# Gabriel Thorstensen
Gabriel Thorstensen, född 1 september 1888, död 14 juni 1974, var en norsk gymnast.
Thorstensen tävlade för Norge vid olympiska sommarspelen 1912 i Stockholm, där han var med och tog guld i lagtävlingen i fritt system. Hans bror, Thomas Thorstensen, var också en del av det guldvinnande laget.